# Mateusz Piskorski
Pour les articles homonymes, voir Piskorski.
Mateusz Andrzej Piskorski (né le 18 mai 1977 à Szczecin) est un journaliste et professeur de sciences politiques à l'université de Szczecin et un homme politique polonais.

## Biographie
Il a été élu député le 25 septembre 2005 pour le parti de la « gauche patriotique » Autodéfense de la république de Pologne. Il est alors vice-président de la commission chargée d'examiner les archives de la police politique.
Il a conduit une délégation de parlementaires européens en Syrie, pour soutenir le gouvernement de Bachar el-Assad, du 10 au 14 juin 2013.
En février 2015, il a fondé un nouveau parti nommé Zmiana (Changement), qui est considéré comme « pro-Moscou ». En mai 2016, il a été mis en détention par l’Agence de Sécurité Intérieure Polonaise sous l’accusation de collaboration avec les services de renseignements russes.
Le quotidien britannique The Guardian a fait état d'importants virements de fonds d'origine russe douteuse en faveur de sa formation politique.